# Peder Gustafsson
Peder Gustafsson (tidigare Gustafsson-Bouvin), född 8 augusti 1964 i Katrineholm, är en svensk journalist som är verksam som utrikeskorrespondent för Sveriges Radio, där han tidigare varit programledare och reporter.
Gustafsson började sin radiokarriär på Sveriges Radio Sörmland i Eskilstuna i mitten av 1980-talet då han var programledare och reporter för bland annat ungdomsprogrammet Munspel och de lokala morgonsändningarna. Han har jobbat på Radio Stockholm sedan 1994 där han har varit programledare för God morgon Stockholm, förmiddagar i Radio Stockholm och ett flertal andra program under senare delen av 1990-talet.
Gustafsson har jobbat från och till i Sydostasien sedan 1997 i länder som Vietnam, Japan, Mongoliet, Thailand, Indonesien, Östtimor och Laos. 2000 - 2001 var han redaktionschef vid Sveriges Radio Uppland i Uppsala. Från juni 2010 var Peder tillbaka på P4 Radio Stockholm, där han var kvällsreporter. I augusti 2018 tillträdde han som Asienkorrespondent för Sveriges radio, och ersatte då Margita Boström.